# Bilhorod-Dnyisztrovszkij
Bilhorod-Dnyisztrovszkij (ukránul: Білгород-Дністровський, oroszul: Белгород-Днестровский, románul: Cetatea Albă, törökül: Akkerman, régies magyar elnevezéssel Dnyeszterfehérvár) járási jogú város Ukrajnában, a Dnyeszter deltájának jobb partján, az Odesszai területen, a történelmi Besszarábia területén. Népessége 2004-ben körülbelül 48 100 fő volt.

## Nevei

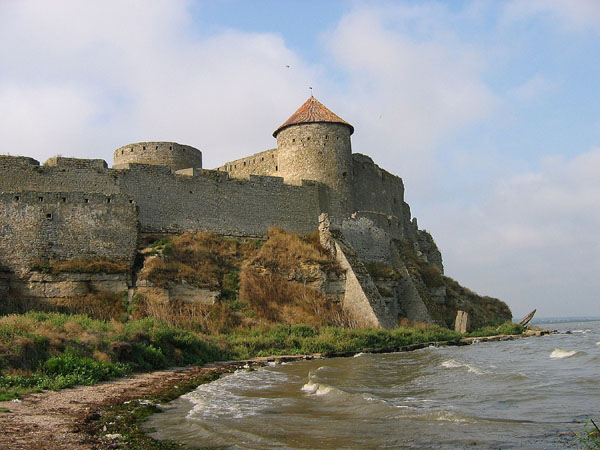
A vár látképe

A Dnyisztrovszkij (magyarul: dnyeszteri) jelzőt az oroszországi Belgorodtól való megkülönböztetésül kapta.
Korábbi nevei: az ókori görögöknél Ophiusza (Οφιούσα) vagy Türasz (Τύρας) – az utóbbi a Dnyeszter ógörög neve is volt – és a rómaiaknál Album Castrum ('fehér vár').
A bizánci erőd eredeti neve Aszperon volt, melynek jelentése a helyi besenyő–török nyelven 'fehér' volt, a tengeri kagylóktól fehér partszakaszra utalva. A 'fehér' szó azóta is alapja a város elnevezésének.
A név görög változatai: Leukopolisz (Λευκόπολις), 'fehér város', Aszprokasztron (Ασπρόκαστρον) a fenti Aszperonból, és Maurokasztron (Μαυρόκαστρον), érdekes módon az utóbbi jelentése 'fekete vár'. Az utóbbi a latinban Maurocastrumra és Moncastrumra módosult, és később olaszul Moncastro vagy Maurocastro lett.
1503-tól 1918-ig a város neve Akkerman volt (oroszul: Аккерман), melynek jelentése törökül 'fehér szikla'. 1918-tól 1944-ig a román neve Cetatea Albă (szó szerint 'fehér fellegvár') volt. 1944-től 1991-ig a város legjobban az orosz Belgorod-Dnyesztrovszkij néven volt ismeretes (szó szerint 'fehér város a Dnyeszteren'). Jelenlegi hivatalos neve ugyanezen név ukrán nyelvű változata, Bilhorod-Dnyisztrovszkij (Білгород-Дністровський).
Sok más nyelvben a 'fehér város' vagy 'fehér szikla' különböző fordításai használatosak, többek között bolgárul: Белгород Днестровски, gagauzul Akerman, lengyelül: Białogród nad Dniestrem, magyarul: Dnyeszterfehérvár, Nyeszterfehérvár, héberül: עיר לבנה, és helyi német nyelven Walachisch Weißenburg.

## Közigazgatási státusza
Járási jogú város, tehát közvetlenül az Odesszai területhez tartozik. Ugyanakkor a Bilhorod-dnyisztrovszkiji járás székhelye is.

## Történelme
Türasz kolóniát milétoszi telepesek alapították az i. e. 6. században Dnyeszterfehérvár helyén. Később a római, majd a bizánci birodalom uralma alá került. A bizánciak erődöt építettek itt és Aszprokasztronnak ('fehér várnak') nevezték – ez a név több nyelvben is megmaradt. A Voszkreszenszk krónika (Летопись по Воскресенскому списку) a Kijevi Rusz által ellenőrzött városok között sorolja fel „a Dnyeszter torkolatánál, a tenger felett”.[forrás?]
A 14. században a várost rövid ideig a Genovai Köztársaság birtokolta, később I. Lajos magyar király foglalta el. Szucsávai Új Szent János, Moldva védőszentje, a tatárok 1330-as támadása során itt szenvedett mártírhalált. 1391-ben ez volt az utolsó város a Dnyeszter jobb partján amelyet az újdonsült Moldvai Fejedelemség bekebelezett, és a következő századokban annak második legnagyobb városa és fontos vára volt. Zsigmond király alatt „a király védelmi rendszerének egyik előretolt bástyája volt, amelyet a 15. században a fenyegető török veszély miatt Hunyadi János, majd Hunyadi Mátyás király megerősített. A 15. században egyértelműen magyar érdekterület volt. Mátyás súlyt helyezett a harcokban megsérült vár helyreállítására.”

1420-ban a fellegvárat először ostromolták az oszmán törökök, de sikeresen védelmezte Jó Sándor moldvai fejedelem.

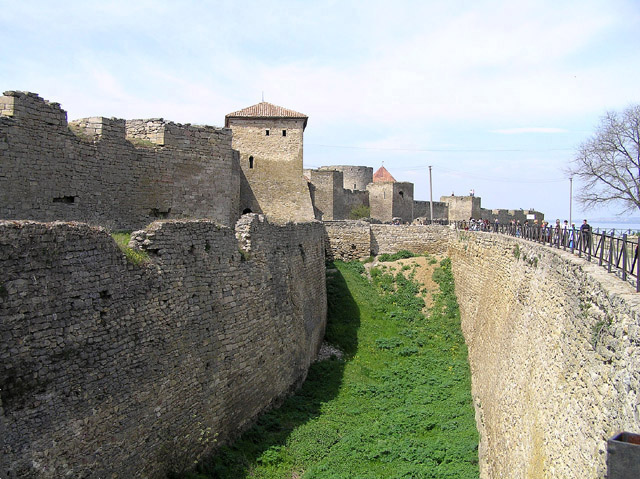
Az erőd falai alatt

1484-ben ez volt az utolsó fekete-tengeri kikötő, melyet az oszmánok Kiliával együtt meghódítottak. Nagy István fejedelem akkor éppen lengyel támadás alatt állt, és így nem tudott segíteni a város védelmében. Amikor a törökök azt állították, hogy békét kötöttek a fejedelemmel, és szabad utat ígértek az ostromlottaknak vagyonaikkal együtt, a város népe behódolt, de legtöbbjüket lemészárolták. Később István fejedelem többször próbálta visszafoglalni a területet, sikertelenül. Dnyeszterfehérvár bázisul szolgált az oszmánoknak Moldva további megtámadására. 1511-ben a Tatár Kánsághoz került, és a magyar lakosság zöme Csöbörcsökbe költözött.
A törökök alatt Akkerman vára fontos láncszeme volt a Lengyel–Litván Unió, majd később az Orosz Birodalom elleni védelmi vonalnak. 1770-ben és 1789-ben fontos csaták zajlottak le a törökök és az oroszok között. Oroszország meghódította a várost 1770-ben, 1774-ben és 1806-ban, de a hadakozások befejeztével újra visszatérítette. Végül 1812-ben került az Orosz Birodalomhoz, Besszarábia többi részével együtt.
1826. szeptember 25-én, az Orosz és Török Birodalom itt írta alá az akkermani egyezményt, amely megkövetelte hogy Moldva és Havasalföld fejedelmeit bojári tanácsuk válassza 7 éves időtartamra, mindkét nagyhatalom beleegyezésével.
1918-ban a város Besszarábiával együtt a Románia része lett. A két világháború közötti időszakban a város és a kikötő kiterjesztését tervezték. Besszarábia 1940-es megszállását követően Románia átengedte a várost a Szovjetuniónak. 1941-ben visszafoglalta a második világháború Barbarossa hadművelete keretein belül, és 1944-ig tartotta, amikor a Vörös Hadsereg újra elérte és szovjet ellenőrzés alá vette a területet. Besszarábia felosztása után annak déli része, így Bilhorod is, az Ukrán SzSzK-hoz került. Napjainkban Ukrajna része.
A 2001-es ukrán népszámlálás szerint a város népessége többségben ukrán nemzetiségű, a többi orosz (28%), bolgár (4%) és moldován (2%).

### Említése magyar forrásokban
- 1484: Dnyeszterfehérvár,
- 1706: Magyar-Neszter-Fejérvár,[5]
- 1761: Ackerman,

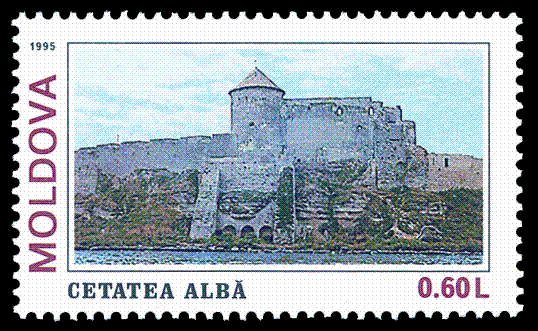

- 1779: „Fejérvárott (Csetatie alba) vagy Akkermannban”.[3]

A 15. században a városban még sok katolikus lakott. 1696-ban már állandó lakosként csak 10 katolikust jegyeztek fel. 1763-ban még mindig volt nyoma a magyar lakosságnak.

## Híres dnyeszterfehérváriak
- Elena Cernei (1924–2000), román opera-énekesnő
- Nicolae Văcăroiu (*1943), Románia volt miniszterelnöke (1992–96) és volt ideiglenes köztársasági elnöke (2007)
- Porfirij Sztamatov (1840–1925), Bulgária igazságügy-minisztere (1881)
- Vaszil Anatolijovics Lomacsenko (1988–) olimpiai bajnok ökölvívó

## Fordítás
- Ez a szócikk részben vagy egészben  a   Bilhorod-Dnistrovskyi című angol Wikipédia-szócikk fordításán alapul.  Az eredeti cikk szerkesztőit annak laptörténete sorolja fel. Ez a jelzés csupán a megfogalmazás eredetét és a szerzői jogokat jelzi, nem szolgál a cikkben szereplő információk forrásmegjelöléseként.